# Mont Dana
Le mont Dana est une montagne à l'est du parc national de Yosemite et est le second plus haut sommet du parc après le mont Lyell. La région appelée Dana Meadows s'étend au pied de la montagne, elle tient son nom du professeur de géologie James Dwight Dana qui enseignait à Yale. Le mont Dana est composé de roches métamorphiques rougeâtres.
Le mont Dana est escaladé le plus souvent sur son versant ouest. Son versant nord possède un petit glacier connu sous le nom de Dana Glacier, qui est en train de disparaître.
Dans son récit de voyage Un été dans la Sierra, publié en 1911, John Muir indique avoir atteint le sommet le 1er septembre 1869 et y avoir notamment observé le paysage.